# Mac OS X v10.6
Mac OS X v10.6 (cu numele de cod Snow Leopard) este ce-a de-a șaptea lansare majoră a sistemului de operare Mac OS X produs de Apple.

## Cerințe de sistem
- Computer Mac cu procesor Intel (IA-32) „Yonah”
- 1 GO RAM
- 5 GO spațiu pe disc
- unitate optică DVD, USB extern sau FireWire

Cerințe suplimentare pentru utilizarea anumitor caracteristici:
- QuickTime H.264 — suport pentru accelerare hardware (necesită NVIDIA GeForce 9400M, 320M sau GT 330M)
- OpenCL (necesită o placă video susținută de NVIDIA sau ATI)

## Aplicații
- Address Book
- Automator
- Calculator
- Chess
- Dashboard
- Dictionary
- DVD Player
- Font Book
- Front Row
- iCal
- iChat
- Image Capture
- iSync (dispozitive sprijinite)
- iTunes
- Mail
- Photo Booth
- Preview
- QuickTime Player
- Safari 4
- Stickies
- System Preferences
- TextEdit
- Time Machine

## Tehnologii cheie
- AppleScript
- Aqua
- Bonjour
- CDSA arhitectura de securitate
- Cacao,Carbon, și Java
- ColorSync
- Core Animation
- Core Audio
- Core Image
- Core Video
- Grand Central Dispatch
- H.264
- Inkwell
- OpenCL
- OpenGL
- PDF
- Quartz Extreme
- QuickTime X
- 64 de biți
- Sync
- Unicode 5.1
- Universal de acces
- UNIX
- USB și FireWire: sprijin de periferice
- Xgrid